# Гафете
Гафете (порт. Gáfete)  —  район (фрегезия) в Португалии,  входит в округ Порталегре. Является составной частью муниципалитета  Крату. По старому административному делению входил в провинцию Алту-Алентежу. Входит в экономико-статистический  субрегион Алту-Алентежу, который входит в Алентежу. Население составляет 1063 человека на 2001 год. Занимает площадь 46,11 км².
Покровителем района считается Иоанн Креститель (порт. São João Baptista). 